# Nyctimene aello
Nyctimene aello é uma espécie de morcego da família Pteropodidae. Pode ser encontrada na ilha de Nova Guiné (Nova Guiné Ocidental, na Indonésia e Papua-Nova Guiné), e nas ilhas de Misool, Salawati, Kairiru e Admosin.